# Igor Tomašič
Igor Tomašič, slovenski visoki podčastnik,  * 23. februar 1964, Trbovlje.
Višji štabni praporščak Igor Tomašič je prvi Glavni podčastnik v zgodovini Slovenske vojske. Navedeno dolžnost je opravljal od julija 2009 do decembra 2018. Je tudi veteran vojne za Slovenijo.

### Poklicna pot
Višji štabni praporščak Igor Tomašič je bil po končani gimnaziji v Črnomlju napoten na služenje vojaškega roka, kjer je leta 1983 opravil tečaj za poveljnike oddelkov protizračne obrambe. Vojaško kariero je začel kot poveljnik oddelka oziroma voda v enotah rezervne sestave. Leta 1991 je bil ob vojaški agresiji JA na Republiko Slovenijo aktivni udeleženec obrambnih aktivnosti TO in ima status veterana vojne za osamosvojitev Slovenije. V Slovenski vojski se je zaposlil v začetku leta 1992. V dosedanji vojaški karieri je opravljal številne vodstvene in štabne dolžnosti na različnih ravneh. Posebno se je angažiral na področju razvoja in delovanja sodobnega podčastniškega zbora in je avtor ali soavtor različnih projektov, dokumentov, publikacij in programov z navedenega področja, tako doma kot v okviru zavezništva. Ima tudi bogate mednarodne izkušnje. Od leta 2005 je bil član in koordinator kolegija glavnega podčastnika SV ter predstavnik podčastniškega zbora SV v Natu. Julija leta 2009 je bil imenovan za prvega Glavnega podčastnika Slovenske vojske. V letu 2013 in 2014 je bil svetovalec glavnemu podčastniku poveljstva za izobraževanje in usposabljanje Afganistanske nacionalne armade (ANATEC) in svetovalec glavnemu podčastniku obrambne akademije Afganistanske nacionalne armade (ANDU) ter obenem glavni podčastnik Natove združene skupine za usposabljanje in svetovanje (NTM-A/UTAG) v Afganistanu. Konec leta 2018 je bil po dolgoletnem uspešnem oblikovanju, razvijanju in vodenju profesionalnega podčastniškega zbora, razrešen z dolžnosti glavnega podčastnika SV. Od junija leta 2020 do novembra 2022 je opravljal dolžnost svetovalca za razvoj (Development Senior Adviser) v Natovi skupini za svetovanje in povezavo (NALT) na zahodnem Balkanu. Od začetka leta 2023 opravlja dolžnost Visokega PČ - Svetovalca v vodstvu Direktorata za obrambne zadeve, MORS.

### Zasebno
Poročen s Heleno, s katero ima hči Alenko.

## Izobrazba
Diplomirani upravni organizator, Fakulteta za upravo Univerze v Ljubljani
Osnovna vojaška izobrazba
• 1983 Tečaj za poveljnike oddelkov PZO
Nadaljevalna (karierna) in višja vojaška šolanja
• 2000 Štabni tečaj za podčastnike, Šola za podčastnike SV
• 2007 Visoki tečaj za podčastnike, (Canadian Forces Chief Warrant Officer Course), Canadian Defence Academy
• 2011 Nato tečaj za glavne podčastnike, (NATO Command Senior Enlisted Leader Course), NATO School Oberammergau
Dodatna (funkcionalna) vojaška šolanja
• 1992 Tečaj za inštruktorje učnih centrov TORS
• 1996 Tečaj za poveljnike vodov SV
• 2005 British Army Senior Sergeant Major Course, BMATT
• 2006 NATO Senior NCO Orientation Course, NATO School Oberammergau
• 2008 International Senior NCO Development Seminar, George C. Marshall Centre
• 2009 US Army Combat Stress Control Senior NCO Course, IMET
• 2012 International Senior Enlisted Executive Seminar, George C. Marshall Centre
• 2015 Psychology of Leadership Course, Royal Military Academy Sandhurst

## Dolžnosti v SV
• 2009 - 2018 Glavni podčastnik Slovenske vojske
• 2008-2009 Prvi podčastnik Združenega sektorja za kadre GŠSV
• 2005-2008 Prvi podčastnik sektorja J1 na GŠSV
• 2003-2005 Višji podčastnik za kadre in izobraževanje v ZSKI/GŠSV
• 2002-2003 Razvojni podčastnik v delovno projektni skupini za razvoj PČ zbora SV
• 2001-2002 Višji podčastnik v poveljstvu brigade
• 1998-2001 Štabni podčastnik v poveljstvu bataljona
• 1996-1998 Poveljnik oddelka v 2/52 BR
• 1994-1996 Poveljnik voda
• 1993-1994 Poveljnik učnega oddelka
• 1992-1993 Inštruktor za usposabljanje v 510. učnem centru TORS
• 1983-1992  Poveljnik oddelka in voda v rezervni sestavi
MEDNARODNO OKOLJE
• 2020 - 2022 Svetovalec za razvoj v NALT (Kosovo, Zahodni Balkan)
• 2013 - 2014 Svetovalec GPČ ANATEC in GPČ ANDU ter glavni PČ NTM-A/UTAG v Afganistanu (ISAF)
• 2009 Soustanovitelj in aktivni član Foruma glavnih PČ regije (Srednja in JV Evropa)
• 2005 Predstavnik podčastniškega zbora SV v Natu
• 1998 Udeleženec vojaške vaje Cooperative  Adventure Exchange  

## Odlikovanja in medalje
Je prejemnik več priznanj SV, MORS med drugim zlate in srebrne medalje Slovenske vojske, zlate in srebrne medalje Načelnika GŠSV, srebrne plakete Slovenske vojske, zlate medalje Šole za podčastnike, srebrne medalje 52. BR, srebrnega znaka 510. UC, srebrnega priznanja 5.OIB ter s strani Nata in tujih OS, Nato Non Article 5 ISAF, Nato Non Article 5 Balkan, »US Amy SGT Morales Medal« in »CISOR Silver Medal of Merit«.